# 黑鰭多彩鯰
黑鰭多彩鯰，為輻鰭魚綱鯰形目擬油鯰科的其中一種，為熱帶淡水魚類，分布於南美洲巴西里約熱內盧Macacu河流域，體長可達4.7公分，棲息在底層水域，生活習性不明。

## 扩展阅读
維基物種上的相關：黑鰭多彩鯰